# Obóz pracy przymusowej w Skarżysku-Kamiennej
Obóz pracy przymusowej w Skarżysku-Kamiennej (niem. Zwangsarbeitslager für Juden in Skarżysko Kamienna) – obóz pracy przymusowej w Skarżysku-Kamiennej na terenie Generalnego Gubernatorstwa. Jeden z 25 obozów, mieszczących się na terenie dystryktu radomskiego.
Istniał od sierpnia 1942 do przełomu sierpnia i września 1944 roku. Niewolniczej pracy byli poddawani w równym stopniu mężczyźni i kobiety. Obóz przeznaczono dla ludności żydowskiej. Szacuje się, że na początku marca 1944 r. pracowało tam ok. 9000 robotników.

## Powstanie
Wraz z zajęciem miejscowości przez Niemców 8 września 1939 roku, ludność żydowska niemal od razu została poddana represjom. Żołnierze Wehrmachtu bili Żydów, gwałcili kobiety, a ortodoksyjnym wyznawcom obcinano pejsy i brody. Mniejszość została także przymuszona do bezpłatnych prac, na początku o charakterze porządkowym (tj. odgruzowywanie miasta po nalotach niemieckich, likwidacja lejów po bombach, usuwanie niewybuchów, sprzątanie placów i ulic).
Z perspektywy okupanta najważniejszym punktem w mieście była przedwojenna Państwowa Fabryka Amunicji, zaopatrująca od 1924 roku Wojsko Polskie. W listopadzie 1939 roku wojska niemieckie przekazały koncernowi HASAG zwierzchnictwo i administrację tamtejszego zakładu numer 1 PFA, na terenie którego niebawem założono wspomnianą Munitionsfabrik. Obszar zakładów podzielono na trzy odrębne fabryki, zwane odtąd Werk A, Werk B i Werk C. Dyrektorem naczelnym został Hugo Dalski, mający do pomocy zastępców, doktora Arthura Rosta, Willy’ego Seidela i Felixa Krebsa, którzy pochodzili z macierzystych zakładów koncernu w Lipsku.
Początkowo w skarżyskiej fabryce pracowali jedynie pracownicy narodowości polskiej, głównie jeszcze przedwojenni. Warunki pracy za sprawą okupanta niemieckiego uległy drastycznym zmianom w porównaniu z poprzednim okresem. Ze względów na niewątpliwe znaczenie skarżyskiej jednostki dla niemieckich zbrojeń należało podnieść wydajność pracowników do maksimum. W związku z tym wprowadzono szereg obostrzeń, które miały zrealizować założone przez okupanta cele. Na terenie zakładu powstał karny obóz dla tych, którzy w mniemaniu zarządu unikali pracy. Częstą karą za niestawienie się na stanowisku były eksmisje z mieszkań, z kolei za opuszczenie miejsca wykonywania obowiązków groziła nawet zsyłka do obozu koncentracyjnego.
Wraz z przetransportowaniem polskich robotników do fabryk HASAG-u w Rzeszy (m.in. w Lipsku i Altenburgu), celem uzupełnienia tamtejszych braków kadrowych, w obozie zaczęto zatrudniać ludność żydowską. Pierwotnie mogli zamieszkiwać w swoich domach i otrzymywali niewielką zapłatę. Sukcesywnie jednak przygotowywano tereny zakładów do przyjęcia ich na stałe, tak że w sierpniu 1942 roku pierwsi Żydzi zostali przymuszeni do zamieszkania obozowych barakach.

## Proces zatrudniania
Procedura zatrudniania robotników żydowskich przez HASAG nie odbiegała od pozostałych instytucji na terenie Generalnego Gubernatorstwa. Urzędy niemieckie, odpowiedzialne za przeprowadzenie konkretnych inwestycji (tj. Grupa Gospodarka Wodna czy Grupa Budowy Dróg w Wydziale Budownictwa Rządu GG) ogłaszały przetarg. Zwycięska firma (niemiecka lub polska) zgłaszała zapotrzebowanie do miejscowego Arbeitsamtu na określoną liczbę robotników. Ten z kolei wydawał nakaz dostarczenia robotników Judenratom. Organizacja powszechnego przymusu pracy została zatem w całości przerzucona przez Niemców na rady żydowskie, które odpowiadały nie tylko za skuteczne i terminowe dostarczenie siły roboczej, lecz także za opiekę nad robotnikami w obozie i ich rodzinami na miejscu. Zwerbowanie pracowników wiązało się z przeprowadzeniem trudnej logistycznie i kosztownej procedury: rejestracji, badań lekarskich, ewentualnego wyekwipowania i opłacenia podróży, za którą Judenraty były odpowiedzialne.

## Warunki życia
W ciągu trzech lat (1941-1944) do obozu trafiło 38 transportów Żydów (17,2 tys. robotników). Historycy utrzymują, iż ilość transportów nie odpowiada faktycznej liczbie więźniów obozu. Szacuje się, że przez obóz mogło przejść nawet 25 do 30 tys. Żydów. Transporty w pierwszym okresie nadchodziły z okolicznych wsi oraz Suchedniowa. Mordercza praca w nieludzkich warunkach sprawiała, że robotnicy umierali w wyniku skrajnego wycieńczenia organizmu. W ten sposób obóz pochłonął według różnych szacunków ok. 18–25 tys. ofiar. Braki te uzupełniano nowymi transportami, przywożąc więźniów m.in. z Majdanka i Płaszowa.
Każdego dnia robotnicy pochodzenia żydowskiego byli poddawani brutalnej eksploatacji (pracowano bez przerwy w 12-godzinnym trybie dwuzmianowym), szykanom i pobiciom. Więźniów, którzy zdaniem strażników „uchylali się” od pracy poddawano dodatkowym represjom, nieraz zakatowując na śmierć (szczególnie znany z okrucieństwa był Georg Hering, odpowiedzialny za męczenie więźniów przy użyciu pałek, kijów i pejczy, w specjalnym pomieszczeniu do tego przeznaczonym). Na terenie zakładu istniały nawet wyodrębnione miejsca tortur, zwane na przykład „białym domkiem”, „salą tańca” czy „salą muzyki”, gdzie poszczególni strażnicy stosowali wymyślne rodzaje znęcania się nad więźniami.
Równie ciężko przedstawiały się same warunki życia obozowego. Pospiesznie budowane baraki nie dawały ochrony przed zimnem i wilgocią, jeśli budynki były murowane – to niedostosowywane do potrzeb mieszkaniowych. Brakowało elementarnych urządzeń sanitarnych, czy wyposażenia kuchni. Robotnicy spali najczęściej na niezmienianej słomie, przykryci własnymi paltami. Racje żywnościowe, które otrzymywali ledwie wystarczały (i to nie zawsze) dla podtrzymania ich egzystencji, były jednak zupełnie niewystarczające dla ciężko pracujących mężczyzn. W ten sposób wielu Żydów umierało z wycieńczania organizmu, który był niedożywiony i osłabiony ciężką pracą oraz brakiem snu. Złe warunki higieniczne sprzyjały także rozwojowi chorób, również zakaźnych (tyfus, biegunka i „hasagówka”, objawiająca się gorączką potyfusową, biegunką i powiększoną śledzioną).
Obóz był podzielony na trzy podobozy – Werk A, Werk B i Werk C. W rzeczywistości były to trzy obozy ogrodzone drutem kolczastym, pilnowane przez straż zakładową, złożoną z ukraińskich formacji pomocniczych. Formalnie nadzór nad obozem sprawowało SS, w praktyce werkschutze i samorząd żydowski. Ich zwierzchnikiem był SS-Hauptsturmfuhrer Kurt Krause, jego zastępcą zaś – Fritz Bartenschlager, obaj wyjątkowo brutalni, uwielbiający wyszukane sposoby znęcania się nad więźniami i osobiście biorący udział w selekcjach po przybyciu transportów oraz na izbie chorych. SS uczestniczyło w selekcjach niezdolnych do pracy, których rozstrzeliwano w pobliżu Werku C.
W Werku A mieściła się wytwórnia elementów pocisków artyleryjskich i amunicji karabinowej. Przeciętny dzienny wymiar pracy wynosił od 12 do 14 godzin. W Werku B produkowano żywność, amunicję przeciwlotniczą oraz ślepą amunicję. Dział słynął z sadystycznego traktowania więźniów, męczonych przez grupą nazistów na czele z Walterem Glaue. Największą grozę budził jednak Werk C, przyrównywany do Auschwitz. Produkowano w nim materiały wybuchowe, które następnie wlewano w skorupy przygotowanych przez Werki A i B pocisków. Oprócz tego produkowano miny morskie, do których wlewano kwas pikrynowy, niezwykle szkodliwą substancję. Kontakt z chemią powodował bolesne podrażnienia skóry, oczu, dróg oddechowych, serca; skurcze, wymioty, poparzenia i infekcji. Pyły przeżerały oczy i płuca. Wdychanie tych środków i jednocześnie brak jakichkolwiek zabezpieczeń sprawiał, że w Werku C średnio tygodniowo umierało 25 robotników.
Jedna z więźniarek, Maria Szechter tak wspomina pierwszą zmianę, spędzoną przy pikrynie: Jasne blond włosy pomimo szczelnego owinięcia chusteczką były zielonkawo-żółte, ostre żółte plamy występowały koło oczu, nosa, ust. Spojrzałam po sobie, paznokcie i dłonie miała czerwone, ciało było żółte od korzonków włosów po czubki trzewików i to już po jednej nocy.
Osoby, które pracowały w HASAG-u wspominają, że zajmujący się napełnianiem min trotylem w Werku C stawali się po kilku dniach żółci, a po 2-3 miesiącach umierali. Gołymi rękami mieszali w kadziach, zdarzały się eksplozje, ludzie umierali w straszliwych męczarniach.

## Likwidacja obozu
Postępująca ofensywa sowiecka sprawiła, iż latem 1944 roku podjęto decyzję o ewakuacji większości obiektów przemysłowych w głąb III Rzeszy. Nie inaczej było w przypadku fabryki HASAG w Skarżysku-Kamiennej. Poza ewakuacją urządzeń, Niemcy pragnęli zabrać ze sobą także zdolnych do dalszej pracy robotników. Na Werku C specjalnie wydzielone grupy robotników żydowskich pracowały przy zacieraniu śladów zbrodni. Grupy te nadzorowane przez strażników, po rozkopaniu grobów paliły zwłoki w paleniskach. 25 VII 1944 r. rozpoczęto rejestrację i selekcję więźniów. Wymordowano prawie wszystkich żyjących jeszcze „pikryniarzy”, następnie zamordowano chorych. 30 VII strażnicy zarządzili kolejną selekcję. Po kilku dniach część więźniów przetransportowano do zakładów HASAG-u w Częstochowie. Część natomiast przetransportowano w głąb Rzeszy do zakładów koncernu (przede wszystkim w Lipsku) i do obozu koncentracyjnego w Buchenwaldzie.

## Polska pomoc Żydom
Pomimo kar grożących Polakom za pomoc więzionym Żydom, wielu z nich próbowało pomóc robotnikom, narażając przy tym życie własne i rodziny. Spośród nich, dwóch zostało odznaczonych medalem „Sprawiedliwy Wśród Narodów Świata”: Zygmunt Jarosz i Tadeusz Nowak.
Zygmunt Jarosz, żołnierz AK pracował w HASAG-u jako brygadzista. Postawił sobie za cel pomoc i uratowanie Żydów ze swojej brygady pracowniczej. Szczególną opieką objął 19-letniego kolegę Chaima Śliskiego. Dzięki zaangażowaniu m.in. swojej rodziny Zygmunt Jarosz organizował dla Żydów jedzenie, lekarstwa i ubrania. Został odznaczony w 1999 roku. Zarówno on, jak i Żydzi pracujący w jego brygadzie przeżyli wojnę. Drugi, także AK-owiec, Tadeusz Nowak, pomagał Żydom przemycając żywność. Niemcy wykryli jego działalność i postanowili dokonać publicznej egzekucji. To miała być przestroga dla pozostałych przed udzielaniem pomocy Żydom. 21 kwietnia 1943 roku po nieudanej próbie powieszenia, Tadeusz Nowak został zastrzelony na oczach pracowników, których zmuszono do oglądania egzekucji. Jego ciało wywieszono na widok publiczny, zawieszając mu na szyi tabliczkę: Ten Polak dawał Żydom chleb. Został uhonorowany tytułem Sprawiedliwy Wśród Narodów Świata pośmiertnie w 1990 roku.
Innym przykładem bohaterstwa był Wacław Malik. Mieszkaniec Skarżyska-Kamiennej na początku 1941 r. rozpoczął pracę w tamtejszym oddziale fabryki, początkowo na „Werk A”, a następnie na „Werk C” jako technik budowlany. Pracując w HASAG-u Malik udzielał różnorakiej pomocy Żydom, w tym Abramowi Grynsztajnowi. Umożliwił mu ukrywanie się przed funkcjonariuszem straży obozowej (Werkschutz) Sawczakiem, który groził Grynsztajnowi rozstrzelaniem. W 1943 r. Wacław Malik stanął w obronie bitego więźnia o nieznanym nazwisku, za co został ciężko pobity.
Do obozów w Skarżysku, Kielcach, Pionkach i Starachowicach docierała pomoc ze strony Żegoty. Czynnie działali wysłannicy Tadeusz i Ewa Sarneccy oraz Ludwika Stolarska „Lucia”. Pomoc nie ograniczała się tylko do wsparcia materialnego. Wysłannicy Żegoty zbierali informacje o sytuacji za drutami, przekazywali dokumenty czy odpowiednie kontakty. Pomoc ta nie mogła jednak zaspokoić wszystkich potrzeb. Oprócz wspomnianego już Zygmunta Jarosza w działalność konspiracyjną był również zaangażowany Polak nazwiskiem Nowicki.
Także sami robotnicy starali się współpracować z Polskim Państwem Podziemnym. Część z nich, politycznie związana z Żydowską Organizacją Bojową i Bundem dostarczała produkowaną w obozie broń oraz amunicję żołnierzom Armii Krajowej. Na czele żydowskiej konspiracji stał Menachem Horowicz.

## Świadkowie
Wielu Żydów przeżyło katorgę obozu w Skarżysku-Kamiennej i pozostawiło wspomnienia, niezwykle cenne dla historyków jako, że nie zachowała się dokumentacja niemiecka. Ze słynnych postaci warto wymienić historyka Jakuba Goldberga i uczestniczkę powstania w getcie warszawskim, Ziutę Hartman.
Relacje jednoznacznie podkreślają brutalność strażników, dramatyczne warunki i przymus morderczej pracy. Tak to wspomina uratowana Żydówka Felicja Bannet: Pikryna – żółty proszek do fabrykacji min podwodnych. Przy pracy unosi się żółty proszek gorzki, od którego wszystko żółknie i gorzknieje. Robotnicy żółto-zieloni, rudzi, z wypalonymi dziurami w ubraniach, zawinięci w zimie w papiery, dno nędzy... Dostawało się 25 dkg chleba, zupę z cuchnących płatków ziemniaczanych. Dwa razy w tygodniu słodka zupa, mdła, cuchnąca.
Podobnie traumatyczne są inne relacje kobiet, które zmuszane były do pracy w równym wymiarze co mężczyźni, nawet przy obróbce trotylu. Sali Fass przedstawia obraz bicia, znęcania się nad więźniami, umęczania i upokarzania ich. Autorka wspomnień opisała przypadek zakatowania na śmierć chłopca, który odszedł od pracy do ubikacji, oraz śmiertelnego pobicia Żyda z Łodzi, który przemycił do obozu tałes i tefilin.

## Powojenny proces
W 1948 roku w Lipsku odbył się „proces Kamienna”, podczas którego sądzono 21 oskarżonych o przestępstwa, popełnione na terenie fabryki HASAG w Skarżysku. Na karę śmierci skazani zostali: Artur Rost (dyrektor Werku C), Willi Seidel (kierownik eksploatacji na Werku A), Alfred Wagner (majster jednego z wydziałów) i dowódca warty Reinhard Neumerkel. Na karę dożywotniego pozbawienia wolności skazani zostali kierownik wydziału granatów Werk B i brygadzistka Marianne Tietge. Pozostali oskarżeni otrzymali kary więzienia. Dodatkowo strażnik Kurt Schumann został skazany na karę śmierci w procesie toczącym się na terenie Polski. Nie pociągnięto zaś do odpowiedzialności głównego dyrektora fabryki Paula Budina. Przypuszcza się, iż wraz z żoną popełnił samobójstwo w 1945 roku.

## Upamiętnienie
W 1965 roku przy obecnej ulicy Legionów postawiono pomnik. Jednak napis na nim nie odzwierciedlał prawdy. Głosił bowiem „Pamięci 35 000 zamordowanych w hitlerowskim obozie pracy niewolniczej (firmy Hasag) w Skarżysku-Kamiennej w latach 1940–1944, członków ruchu oporu, mieszkańcom miasta oraz jeńców wojennych którzy oddali swoje życie by żyć mogli inni. Społeczeństwo miasta Skarżyska-Kamiennej. Maj 1965”
W 2008 roku władze miasta zamówiły nową tablicę, jednak napis ostatecznie pozostawiono bez zmian. Co gorsza, jak się okazało wykonawca błędnie wpisał liczbę ofiar. Z 35 tysięcy zrobiono 3500.
Obecnie na pomniku znajduje się już czwarta tablica. Napis głosi: „Pamięci tysięcy Żydów i Polaków zamęczonych i zamordowanych w latach II Wojny Światowej w niemieckim obozie pracy przymusowej – fabryce amunicji „Hasag”. Społeczeństwo Skarżyska – Kamiennej.”
Treść najnowszego napisu była konsultowana z mieszkającym w Izraelu Adamem Aptowiczem, więźniem HASAG-u i członkiem Stowarzyszenia Przyjaźni Izrael – Polska.
Na przełomie 2019/2020 roku pomnik został odnowiony przez IPN. 
W 1987 roku Komitet Żydów Urodzonych w Skarżysku ufundował pomnik ku pamięci zamęczonych więźniów obozu.